# Битва при Чашниках (1567)
Битва при Чашниках 1567 года или битва под Копием — эпизод Ливонской войны. Попытка срыва литовскими войсками строительства русскими крепости на левом берегу Западной Двины.

## Ливонская война
В ходе Ливонской войны Иван Грозный укреплял положение своих войск в захваченных литовских землях, укрепляя старые и ставя новые крепости. В июле 1567 года русские воеводы князь Пётр Оболенский-Серебряный, боярин Колычёв и князь Юрий Токмаков вместе со служилым татарским царевичем Амуратом выступили с царскими войсками и татарским войском из Полоцка и перешли Двину, чтобы обеспечить постройку крепости Копие (к югу от Полоцка) на острове, расположенном посреди озера Суша. Часть русских войск во главе с Юрием Токмаковым заняла остров и начала строить на ней крепость. Другие силы остановились неподалёку в полевом лагере в урочище Суша.
Роман Сангушко провёл разведку и, собрав чуть более двух тысяч солдат, отправились в поход на русскую армию, численность которой составляла около пяти тысяч воинов. Хронист М. Бельский отмечал: «20 дня июля, имея определённые сведения от отчевидцев об армии московской, которых было с татарами 8000, следовавших из Чашников к ним».

## Ход битвы
На рассвете 21 июля солдаты лёгкой конницы Романа Сангушко (казаки) напали на передовую стражу в 100 всадников и разгромили их. Умело используя знание местности, они внезапно напали на лагерь, пехота быстро раскидала деревянную ограду, а кавалерия, не дав возможности русским воинам построиться в боевые порядки, ворвалась в лагерь. За короткое время русское войско было почти полностью разгромлено. Множество солдат было взято в плен, был захвачен обоз и освобождены из плена солдаты своей армии и мирные жители, в основном крестьяне, пленённые во время похода из Полоцка.

## Последующие события
Поражение князя Петра Оболенского-Серебряного и царевича Амурата не изменило намерений Юрия Токмакова построить крепость на озере Суша. Сангушко не решился штурмовать крепость, так как не имел артиллерии. Поэтому Сангушко перешёл к долгосрочной осаде неприятеля и старался не допустить прихода подкрепления к Токмакову из Полоцка.
В середине сентября 1567 князь Роман узнал от своей разведки о новом русском войске, которое было направлено из Полоцка к Суше. Этим войском руководил воевода князь Осип Щербатый и его заместитель князь Юрий Барятинский; всего русских воинов было 6 тысяч человек. Вместе с ними шёл 3-тысячный татарский отряд Сэит-Мурзы.
Русско-татарское войско шло маршем из крепости Уллы в крепость Сушу с большим обозом, в котором были и запасы продовольствия для войска Токмакова. Сангушко и на этот раз после точной разведки со своим теперь уже 3-тысячным войском неожиданно напал на неприятеля, который был разгромлен в коротком бою. Оба русских воеводы были взяты в плен, а весь обоз из 1300 возов взят в качестве трофея.
После этой победы в сентябре 1567 года Роман Сангушко вместе с отрядом кастеляна полоцкого Юрия Зеновича снова осадил крепость Сушу, но взять её не смог из-за отсутствия пушек и ограничился осадой крепости.
В 1579 году после взятия Полоцка поляками крепость была без боя сдана войскам Стефана Батория. Победителям в качестве трофеев достались: 16 больших пушек, 136 гаковниц, 60 ручниц, 100 бочек пороха, 4822 ядра и множество различных запасов и амуниции. Стефан Баторий приказал разрушить крепость, которая в дальнейшем уже не восстанавливалась.